# Cees Slinger

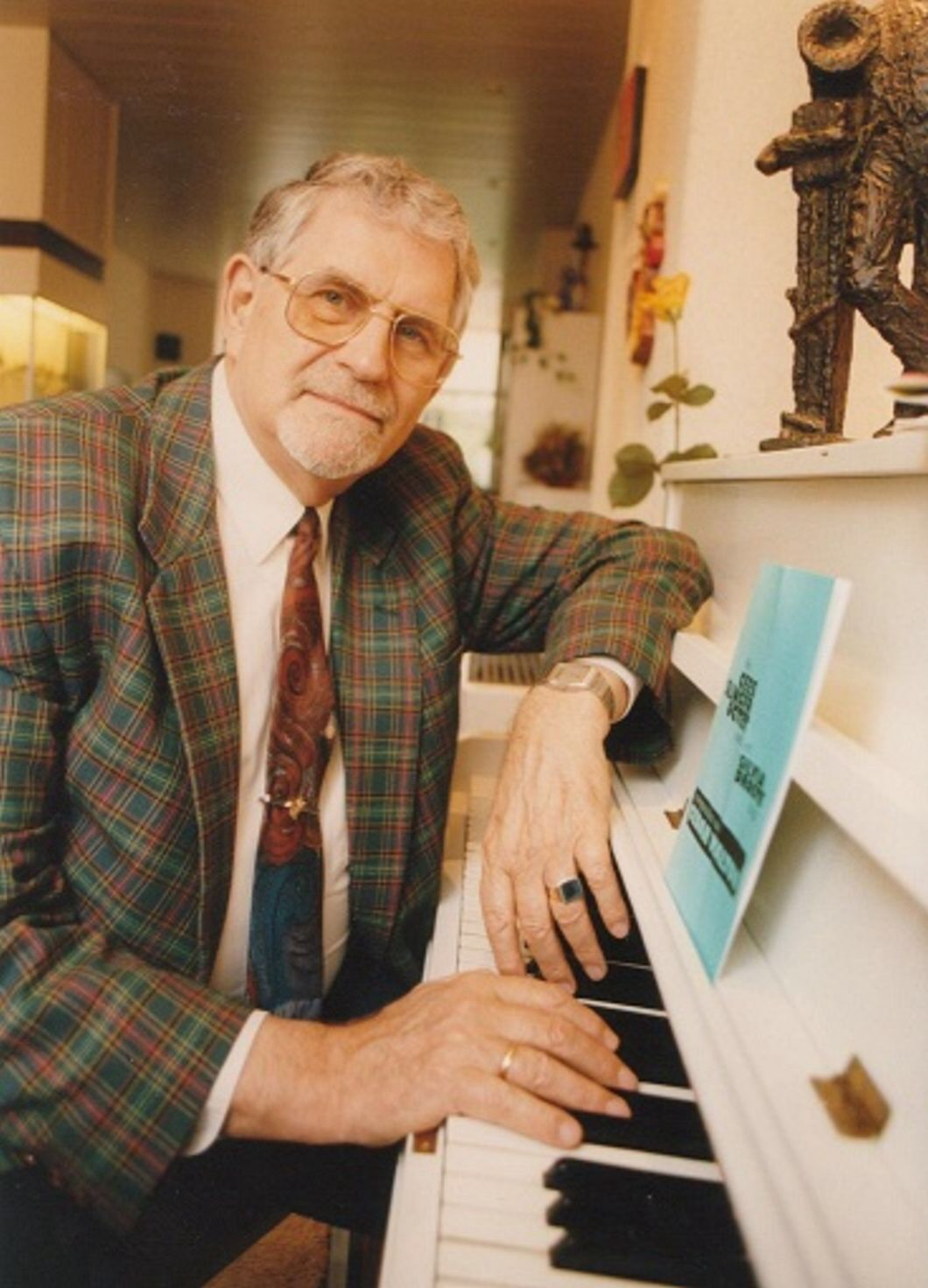
Cees Slinger

Cornelis Ernst „Cees“ Slinger (* 19. Mai 1929 in Alkmaar, Niederlande; † 29. September 2007 in Den Haag, Niederlande) war ein niederländischer Jazz-Pianist des Modern Jazz.

## Leben und Wirken
Slinger ist eine wichtige Figur des Modern Jazz in den 1950er Jahren in Holland als Gründer und Leiter der Hardbop-Combo „Diamond Five“ mit dem Trompeter und Posaunisten Cees Smal (1927–2001), dem Tenorsaxophonisten Harry Verbeke, dem Bassisten Jacques Schols und dem Schlagzeuger John Engels, die im Jazzclub „Sheherazade“ in Amsterdam spielten.
Die meisten Musiker spielten zuvor als Diamonds (Verbeke, Smal und der anfängliche Bassist Dick van der Capellen) in Haarlem (im Jig Rhythm Club). Um Verwechslungen mit der Gesangsgruppe Blue Diamonds zu vermeiden, änderten sie ihren Namen in Diamond Five. Die Band spielte von Oktober 1958 bis April 1962 im Sheherazade, das sie auch übernommen hatten (van der Capellen, der die Band zunächst leitete, schied nach einem Verkehrsunfall aus und wurde durch Schols ersetzt). Die Diamond Five traten 1963 mit dem Concertgebouw Orkest unter dem Dirigenten Bernard Haitink auf in der Uraufführung des Concertino für Symphonieorchester und Jazzquintett von Otto Ketting.
1962 verkauften die Musiker ihren Club da sich der Musikgeschmack wandelte (Beatles-Manie) und gingen auf Tournee. Slinger selbst nahm einen Job in der Stahlindustrie an und spielte nur nebenbei noch Jazz (erst 1974 überredete ihn Philly Joe Jones wieder Vollzeit-Jazzmusiker zu werden). Seinen Part übernahm teilweise der Pianist Rob Agerbeek. Das Quintett jammte mit vielen amerikanischen Jazzmusikern nach deren offiziellen Auftritten (wie Stan Getz, Phil Woods, Don Byas, Quincy Jones, Thad Jones) und spielte sogar 1963 im Concertgebouw in Amsterdam. 1964 löste es sich auf. Vorher nahmen sie noch 1964 (mit Slinger) die LP Brillant ! auf, die später bei Fontana neu herauskam. Auf ihr waren Kompositionen von Ruud Bos, Cees Smal und Theo Loevendie.
Slinger trat mit Jazzgrößen wie Freddie Hubbard, Dizzy Gillespie, Dexter Gordon („Live at the Amsterdam Paradiso“ 1969, mit Slingers Oktett; At the Subway Club 1973), Johnny Griffin, Clark Terry, Archie Shepp, Bob Brookmeyer, Buddy DeFranco, Sonny Stitt, Lew Tabackin, Jimmy Knepper, Bud Freeman, Benny Bailey, Zoot Sims, Slide Hampton, Scott Hamilton und Ben Webster auf. Webster wohnte zeitweise in Amsterdam, wo ihn Slinger häufig begleitete und auch mit ihm aufnahm (z. B. „Then and Now“ mit seiner Rhythmusgruppe aus Engels, Schols). Slinger begleitete Sängerinnen wie Betty Carter, Dee Dee Bridgewater, Silvia Droste, Anita O’Day, Dee Daniels, Soesja Citroen („Here and now“) und Greetje Kauffeld.
1976 und 1985 war er in Europa auf Tour mit Philly Joe Jones; 1985 nahm er mit Jones, Clifford Jordan und Isla Eckinger für Timeless Records das Album „Sling Shot“ auf und spielte 1987 mit der Mingus Dynasty-Band. Zeitweise hatte er ein Oktett und Ende der 1990er Jahre ein Quintett „Buddies in Soul“ mit dem Saxophonisten Simon Rigter. Außerdem arrangierte er für die Posaunisten-Gruppe von Bart van Lier. Zuletzt spielte er mit eigenem Sextett „Just in Case“, dem u. a. Ferdinand Povel (Tenorsaxophon) und Ack van Rooyen (Flügelhorn) angehörten. 1979 bis 1989 unterrichtete er am Konservatorium in Rotterdam.
Als Pianist war Cedar Walton eines seiner Vorbilder.
1996 erhielt er den Bird Award auf dem North Sea Jazz Festival.
Sein Grab befindet sich auf dem niederländischen Friedhof Oud Eik en Duinen in Den Haag.